# Nobuyasu Ikeda
Nobuyasu Ikeda (池田 伸康 Ikeda Nobuyasu?, nacido el 18 de mayo de 1970 en Saitama) es un exfutbolista japonés. Jugaba de centrocampista y su último club fue el Mito HollyHock de Japón.

## Trayectoria

### Clubes
| Club              | País  | Año         |
| ----------------- | ----- | ----------- |
| Urawa Reds        | Japón | 1993 - 1999 |
| Kawasaki Frontale | Japón | 2000        |
| Mito HollyHock    | Japón | 2001 - 2002 |